# Zoé Chauveau
Pour les articles homonymes, voir Chauveau.
Zoé Chauveau  (Dominique, Sabine, Zoé Chauveau) est une actrice française née le 28 mars 1959 à Boulogne-Billancourt (Hauts-de-Seine, France).

## Biographie
Bébé, elle apparaît dans des publicités pour layettes. En 1965, pose, avec son frère cadet, César, aux côtés de la fille de Kennedy et de Neil Armstrong pour des photos publicitaires.
Marié avec Jean Francois Rock, elle a une fille, Charlotte et un fils Gabriel
Elle décide cependant d'arreter sa carriere pour se consacrer a sa vie de famille.

## Filmographie

### Cinéma

#### Longs métrages
- 1976 : Si c'était à refaire de Claude Lelouch - Zoé
- 1977 : L'Ombre des châteaux de Daniel Duval - Fatoun
- 1977 : Moi, Fleur Bleue d'Éric Le Hung
- 1978 : Violette Nozière de Claude Chabrol - Zoé
- 1980 : Girls de Just Jaeckin -  Annie
- 1980 : L'Empreinte des géants de Robert Enrico - Eléonore Meru
- 1981 : Longshot de E.W. Swackhamer - Marie-Christine Bresson
- 1981 : Les Filles de Grenoble de Joël Le Moigné - Cora
- 1982 : Il conte Tacchia de Sergio Corbucci - Fernanda Toccacieli
- 1983 : Le Jeune Marié de Bernard Stora - Nina

#### Courts métrages
- 1989 : Bobby et l'aspirateur de Fabien Onteniente
- 1990 : À bas l'éternité de Philippe Rony

### Télévision
- 1978 : Brigade des mineurs - épisode : Une absence prolongée de Peter Kassovitz - Nathalie
- 1981 : Le Boulanger de Suresnes, téléfilm de Jean-Jacques Goron - Caroline